# HackZurich
HackZurich ist ein internationaler Programmier- und Innovationswettbewerb (Hackathon) und findet einmal jährlich Mitte September in Zürich statt.

## Geschichte
HackZurich wurde 2014 von Rasmus Rothe und Jonathan Isenring zusammen mit Studierenden der ETH und Universität Zürich gegründet und fand vom 10. bis 12. Oktober 2014 zum ersten Mal im Technopark Zürich statt. HackZurich entwickelte sich seit dem ersten Jahr zum grössten Hackathon der Schweiz und verzeichnet mittlerweile mehr als 5500 Bewerbungen aus 55 Ländern innerhalb weniger Tage. Davon werden die 600 Personen für die Teilnahme am 40-stündigen Programmier-Marathons selektiert. An diesem Wochenende werden von Freitag bis Sonntag jeweils zwischen 140 und 160 innovative Prototypen entwickelt. Der HackZurich wird durch zahlreiche nationale und internationale Firmen unterstützt. Die Prototypen werden im Anschluss entweder als Start-ups oder in Zusammenarbeit mit den Firmen weiterentwickelt.
2016 wurde der HackZurich um das Digital Festival erweitert, einer Plattform für den industrie- und hierarchieübergreifenden Diskurs zu digitalen Themen.

## Gewinner
- 2014: Immersive (Johannes Schickling, Emanuel Jöbstl, Matthias Standfest, Elisaweta Masserova)[14]
- 2015: #nerdishByNature (Alexander Immer, Willi Raschkowski, Nico Ring, Sven Mischkewitz)[15]
- 2016: Ivy (Rene H. Brandel, Julian Brendl, Yue Ou, Michael Vakoc)[16]
- 2017: HoloBrigade (Jan André, Matt Koslowski, Tobias Oliver Khan, Dennis Wehrle)[17]
- 2018: DeepBuster (Heiki Riesenkampf, Igor Susmelj, Nicolas Zahnd, Tris-Denny Leyh-Bannurah)[18]
- 2019: FaceScape (Amir Esmaeil Sarabadani Tafreshi, Amirehsan Sarabadani Tafreshi, Sara Sarabadani Tafreshi)[19]. Dieses Team ist das erfolgreichste Team in der Geschichte des HackZurich. Alle drei sind Absolventen der ETH Zürich und hatten bereits 2016 mit ihrer Idee "MoveTogether"[20] den dritten Hauptpreis[21] und 2018 mit ihrer Idee "FreeWee" den zweiten Hauptpreis[21][22] gewonnen. Schliesslich haben sie 2019 mit ihrer Idee "FaceScape"[19] den ersten Hauptpreis gewonnen.
- 2020: AI search for spoken Audio (Ferdinand Langnickel, Kevin Smith)[23]
- 2021: Thunderstroke (Ivan Nesic, Noemi Nellen, Tijana Wekker, Jiayao Yu)[24]
- 2022: GridGuard (Marc Bittlerli, Chiara Turel, Philippe Voinov)[25]
- 2023: EasyInsurance (Jonny Burger, Isabell Fink, Matteo Gamba, Silvan Kübler)[26]